# Hôtel d'Autane
L'hôtel d'Autane est un hôtel situé dans la vieille ville de Forcalquier, en France. Il est situé rue Grande.

## Localisation
L'hôtel est situé sur la commune de Forcalquier, dans le département français des Alpes-de-Haute-Provence.

## Historique
L'édifice est inscrit au titre des monuments historiques en 1988.